# Benjamin Nathan Cardozo
Benjamin Nathan Cardozo (New York, 24 maggio 1870 – Port Chester, 9 luglio 1938) è stato giudice associato della Corte suprema degli Stati Uniti d'America dal 1932 al 1938. Assieme a Louis Brandeis e Harlan Fiske Stone fu uno dei "Tre Moschettieri", i membri liberali della Corte che dal 1932 al 1937 generalmente sostennero il New Deal del Presidente Franklin Delano Roosevelt..
Cresciuto dalla sorella maggiore Ellen, dopo aver perso i genitori in tenera età, apparteneva ad una famiglia di ebrei sefarditi, religione alla quale restò fedele per tutta la vita, pur non essendo uno stretto praticante. Inizialmente i suoi studi erano frutto delle lezioni private impartite dal suo maestro Horatio Alger, Jr., il quale lo preparò per accedere al Columbia College, presso il quale si immatricolò nel 1885, diplomandosi nel 1889. Nello stesso anno venne ammesso alla Columbia Law School.